# Technics
Technics是松下電器在1965年成立的日本音響品牌。自1965年以來，松下已經生產各種高傳真產品，如電唱機、音箱、收音機、磁帶錄音機、CD播放器和揚聲器，並銷售至各國。它被視為一系列高端音頻設備，與Nakamichi等品牌競爭。
2002年，品牌開始從市場上消失並併入Panasonic，2010年10月起一度停用。2014年，松下電器重新啟用該品牌，並應用於DJ混音設備以及Hi-Fi音響之中。

## 外部連結
- Technics全球（页面存档备份，存于）
- Technics日本（页面存档备份，存于）